# Lophoruza lithina
Lophoruza lithina là một loài bướm đêm trong họ Noctuidae.